# 岐阜師範学校
岐阜師範学校 （きふしはんがっこう） は新制岐阜大学学芸学部 （現・教育学部） の前身の一つとなった師範学校である。

## 沿革

### 岐阜県立期

#### 師範研習学校、旧旧・岐阜県師範学校
- 1873年12月： 岐阜県、師範研習学校を開校 （安八郡大垣町旧大垣藩庁跡）。
  - （小学）師範本科 （修学期間 4 - 6ヶ月）を設置。
- 1874年11月： 石津郡高須村に臨時出張所を設置。
  - 以後、1877年11月までに県下6箇所に臨時出張所を設置。
- 1874年12月： 師範予科 （在学期間2年） を設置。
- 1875年2月18日： 岐阜県師範学校と改称。
- 1877年5月： 厚見郡今泉村 （現・岐阜市司町） に移転。
- 1879年7月： 文部省により附属女子師範学校・附属普通女学校の併設許可 （10月開校）。
- 1879年8月： 規則改正。
  - 本科 修業年限2年、予科 修業年限1年半となる。

#### 岐阜県華陽学校
- 1880年9月24日： 岐阜県第一中学校を併合、岐阜県華陽学校と改称。
附属女子師範学校・普通女学校を分離し、岐阜県女学校を設置。
- 1882年8月： 師範学校教則大綱により規則改正。
  - 華陽学校師範学科に初等師範学科 （修業年限1年）・中等師範学科 （同2年半）・高等師範学科 （同4年） を設置。
- 1883年7月1日： 岐阜県農学校を併合、華陽学校に師範学部・中学部・農学部を設置。
- 1885年11月2日： 岐阜県女学校を併合、華陽学校に女学部を設置。

#### 旧・岐阜県師範学校、岐阜県尋常師範学校
- 1886年5月6日： 岐阜県華陽学校を廃止。
  - 中学部を岐阜県中学校 （現・岐阜県立岐阜高等学校） と改称。農学部を廃止。
  - 師範学部・女学部女子師範学科を岐阜県師範学校と（現・岐阜大学教育学部）改称。
- 1886年12月26日： 師範学校令により岐阜県尋常師範学校と改称 （4年制）。
- 1887年12月： 女子師範学科を廃止。
- 1891年10月28日： 濃尾地震で校舎一部損壊。

#### 岐阜県師範学校
- 1898年4月1日： 師範教育令により岐阜県師範学校と改称。
- 1899年4月10日： 稲葉郡加納町 （現・岐阜市加納大手町） の新校舎に移転。
- 1901年4月： 女子部を設置 （3年制）。
- 1908年4月： 学則改正。
  - 本科第一部 （4年制。3年制高小卒対象）・本科第二部 （1年制。中学卒対象）・講習科を設置。
  - 女子部の修業年限を4年に延長。
- 1911年4月： 女子部を分離、岐阜県女子師範学校を開設。
- 1912年6月： 同窓会を創設。
- 1925年4月： 本科第一部が5年制となる （2年制高小卒対象に変更）。
- 1926年4月： 専攻科を設置 （1年制）。
- 1930年10月： 校歌制定。『そばだつ峰巒』 （日下部重太郎 作詞、田村虎蔵 作曲）
- 1931年4月： 本科第二部が2年制となる。
- 1934年5月： 岐阜市長良に移転。
- 1940年4月： 本科第二部に特別学級 （大陸科） を設置。

#### 岐阜県女子師範学校
- 1911年1月14日： 岐阜県女子師範学校設置認可。
- 1911年4月1日： 岐阜県師範学校女子部を分離し、岐阜県女子師範学校を開校。
  - 初代校長： 荻原忠作。
- 1914年4月1日： 本科第二部を設置 （高等女学校卒対象）。
- 1916年1月： 岐阜県立加納高等女学校を併設 （現・岐阜県立加納高等学校）。
- 1925年5月： 専攻科設置。本科第一部が5年制となる。
- 1931年4月： 本科第二部が2年制となる。
- 1939年7月： 岐阜特設小学校教員養成所を併設。
  - 戦没軍人軍属の寡婦対象 （1年制）。
- 1940年2月： 特設小学校教員養成所生徒のための母子寮 「敬信館」 竣工。

### 官立期

#### 岐阜師範学校
- 1943年4月1日： 岐阜県師範学校・岐阜県女子師範学校を統合し、官立岐阜師範学校設置。
  - 旧岐阜県師範学校校舎に男子部、旧岐阜県女子師範学校校舎に女子部を設置。
  - 男子部・女子部にそれぞれ本科 （3年制、中等学校卒対象）・予科 （2年制、高小卒対象） を設置。
  - 初代校長： 近藤騖。
- 1843年5月： 研究科を設置。
- 1946年2月： 予科が3年制となる。
- 1949年5月31日： 新制岐阜大学発足。
  - 青師と共に学芸学部の母体として包括され、岐阜大学学芸学部と改称。
- 1951年3月： 岐阜大学岐阜師範学校、廃止。

## 歴代校長
岐阜県師範学校（前身諸校を含む）
- 太田謹：1886年6月22日[1] - 1887年3月28日
- 棚橋衡平：1888年5月19日[2] -
- （心得）田中敬一：1890年2月 - 1890年9月2日
- 田中敬一：1890年9月2日 - 1892年4月1日[3]
- 坪井仙次郎：1892年4月1日[3] - 1894年4月25日[4]
- 多和田豊吉：1894年5月3日[5] -
- 峯是三郎：1896年8月13日 - 1899年6月28日
- 大久保介寿：1899年6月28日 -
- 亀井義六：1903年7月25日 - 1905年4月7日
- 猪狩勝直：1905年4月7日 - 1906年4月11日
- 伊藤徳定：1906年4月11日 - 1910年4月23日
- 片岡英儀：1910年4月23日 -
- 雨宮新七：1923年3月31日[6] -

※以下は#関連書籍に個人名が挙げられている校長。
- 近藤為治：1926年 - 1931年頃
- 宮沢健作：1934年頃
- 津田克太郎：1937年頃
- 田澤次郎：1938年頃
- 藤見睦治

岐阜県女子師範学校
- 初代： 荻原忠作 （1911年2月1日 - 1914年9月22日）
- 第2代： 磯貝泰助 （1914年9月22日 - ）
- 第3代： 高柳竹四郎 （1919年6月 - 1921年9月）
- 第4代： 蟹江虎五郎
- 第5代： 大西薌
  - 薌は草冠 + 郷。
- 校長： 川上嘉市
- 校長： 吉田

官立岐阜師範学校
- 初代： 近藤騖 （1943年4月1日[7] - 1945年4月1日）
- 第2代： 松久義平 （1945年4月1日 - ）

## 校地の変遷と継承
岐阜師範学校男子部
前身の岐阜県師範学校から引き継いだ岐阜市長良の校地を廃止まで使用した。長良校地は後身の岐阜大学学芸学部に引き継がれた。岐阜大学学芸学部は1966年4月に教育学部と改称後、1983年9月、岐阜市柳戸に統合移転し、現在に至っている。旧長良校地は、現在は長良公園となっている。
岐阜師範学校女子部
前身の岐阜県女子師範学校から引き継いだ岐阜市加納 （現・加納大手町） の校地を廃止まで使用した。加納校地は後身の岐阜大学学芸学部に引き継がれ、一般教育校舎 （通称： 加納教室） が置かれた。1954年、加納教室は廃止され、跡地は附属小学校・附属中学校の校舎となり、現在に至っている。

## 著名な出身者
- 伊藤恭一 - 小学校長・衆議院議員
- 椙山正弌 - 椙山女学園創設者で初代学長、理事長
- 椙山今子 - 椙山女学園創設者で椙山正弌の妻
- 尾留川正平 - 地理学者、筑波大学名誉教授第1号、元日本地理学会会長[8]
- 野村芳兵衛 - 教育者
- 森榮 - 教育者
- 千載萬香美 - 宗教家、革真宗教日本教創始者。

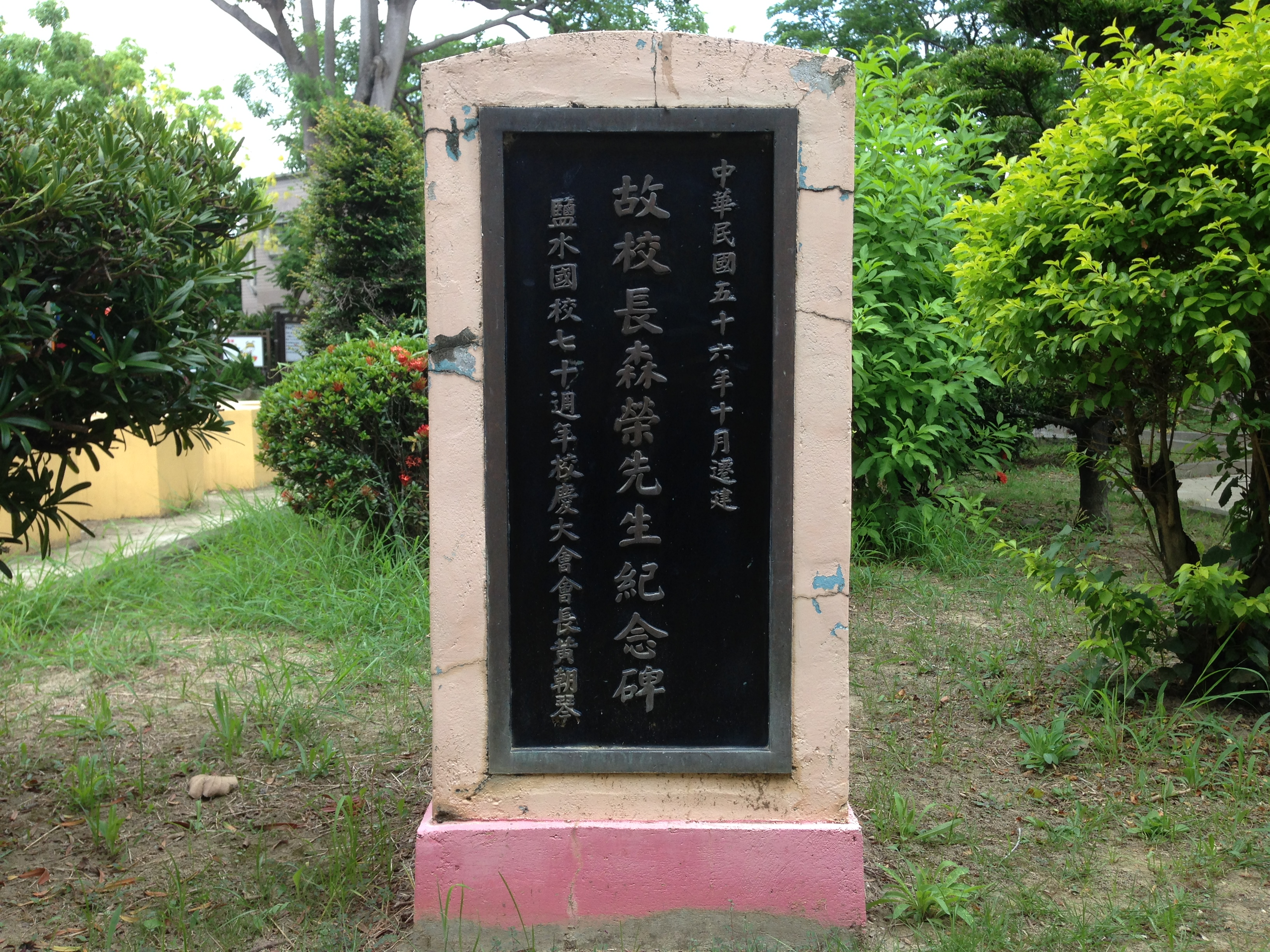
台湾台南市塩水区故校長森榮先生紀念碑

## 関連文献
- 作道好男・作道克彦（編）　『岐阜県の師範学校 : 教師たちの学校　その歩みと岐阜大学教育学部』　教育文化出版教育科学研究所、1985年6月。
- 『官報』